# لیگ برتر فوتسال مردان ایران ۱۳۹۶
لیگ برتر فوتسال ایران ۱۳۹۶ نوزدهمین دوره لیگ برتر فوتسال ایران می‌باشد.

## تیم‌ها

### تعداد تیم‌ها در هر استان
|    | استان                | تعداد تیم‌ها | تیم‌ها                                      |
| -- | -------------------- | ----------- | ------------------------------------------ |
| ۱  | استان تهران          | ۳           | تاسیسات دریایی٬مقاومت قرچک٬پارسیان شهر قدس |
| ۲  | استان آذربایجان شرقی | ۲           | دبیری، مس سونگون                           |
| ۳  | استان قم             | ۲           | هیئت فوتبال قم٬آتلیه قم                    |
| ۴  | استان مرکزی          | ۱           | شهرداری ساوه                               |
| ۵  | استان مازندران       | ۱           | شهروند ساری                                |
| ۶  | استان البرز          | ۱           | مقاومت                                     |
| ۷  | استان خوزستان        | ۱           | ملی حفاری اهواز                            |
| ۸  | استان اصفهان         | ۱           | گیتی‌پسند                                   |
| ۹  | استان هرمزگان        | ۱           | آذرخش بندرعباس                             |
| ۱۰ | استان خراسان رضوی    | ۱           | فرش‌آرا                                     |
| ۱۱ | استان فارس           | ۱           | ارژن شیراز                                 |

## جدول لیگ
| رده | تیم            | بازیها | برد | مساوی | باخت | گل زده | گل خورده | تفاضل گل | امتیاز | صعود یا سقوط                         |
| --- | -------------- | ------ | --- | ----- | ---- | ------ | -------- | -------- | ------ | ------------------------------------ |
| ۱   | مس سونگون      | ۳      | ۳   | ۰     | ۰    | ۸      | ۴        | ۴+       | ۹      | مرحله گروهی لیگ قهرمانان فوتسال آسیا |
| ۲   | فرش آرا        | ۳      | ۲   | ۱     | ۰    | ۷      | ۲        | ۵+       | ۷      |                                      |
| ۳   | گیتی‌پسند       | ۲      | ۲   | ۰     | ۰    | ۸      | ۴        | ۴+       | ۶      |                                      |
| ۴   | تاسیسات دریایی | ۳      | ۲   | ۰     | ۱    | ۱۱     | ۹        | ۲+       | ۶      |                                      |
| ۵   | شهروند ساری    | ۳      | ۱   | ۲     | ۰    | ۵      | ۳        | ۲+       | ۵      |                                      |
| ۶   | حفاری اهواز    | ۳      | ۱   | ۱     | ۱    | ۱۰     | ۷        | ۳+       | ۴      |                                      |
| ۷   | مقاومت قرچک    | ۲      | ۱   | ۱     | ۰    | ۷      | ۴        | ۳+       | ۴      |                                      |
| ۸   | آتلیه قم       | ۲      | ۱   | ۱     | ۰    | ۵      | ۴        | ۱+       | ۴      |                                      |
| ۹   | مقاومت البرز   | ۳      | ۰   | ۲     | ۱    | ۸      | ۱۰       | ۲-       | ۲      |                                      |
| ۱۰  | ارژن           | ۳      | ۰   | ۱     | ۲    | ۶      | ۹        | ۳-       | ۱      |                                      |
| ۱۱  | پارسیان قدس    | ۲      | ۰   | ۱     | ۱    | ۴      | ۷        | ۳-       | ۱      |                                      |
| ۱۲  | هیئت فوتبال قم | ۲      | ۰   | ۰     | ۲    | ۳      | ۶        | ۳-       | ۰      |                                      |
| ۱۳  | شهرداری ساوه   | ۲      | ۰   | ۰     | ۲    | ۲      | ۶        | ۴-       | ۰      |                                      |
| ۱۴  | آذرخش          | ۳      | ۰   | ۰     | ۳    | ۱      | ۱۰       | ۹-       | ۰      | سقوط به لیگ دسته یک                  |